# آلفا (واشینگتن)
آلفا، واشینگتن (به انگلیسی: Alpha, Washington) یک منطقهٔ مسکونی در ایالات متحده آمریکا است که در ایالت واشینگتن واقع شده‌است.

## خصوصیات
آلفا ۲۲۸٫۹۱ متر بالاتر از سطح دریا واقع شده‌است.